# Дрю, Ги
Ги Дрю (фр. Guy Drut; род. 6 декабря 1950 года (Уаньи, Па-де-Кале, Франция) — французский легкоатлет, чемпион и серебряный призёр Олимпийских игр, чемпион Европы.
Член Международного олимпийского комитета c 1996 года.

## Биография
Родился в муниципалитете Уаньи департамента Па-де-Кале на севере Франции. Занимаясь легкой атлетикой, как разносторонне одаренный спортсмен, выступал в юниорских соревнованиях по десятиборью (до конца 1960-х годов) и в прыжках с шестом, но с начала 1970-х сосредоточился на беге с барьерами на короткие дистанции. Многократный чемпион Франции. Одержал ряд побед и призовых мест на международных соревнованиях, в частности на 50-метровке с барьерами на чемпионате Европы в помещении (1972 — золотая медаль) и на чемпионате Европы в спринте на 110 м. с барьерами (1974).
На летних Олимпийских играх 1972 года в Мюнхене (Германия) 21-летний спортсмен выступал в соревнованиях по бегу на 110 метров с барьерами. В финале с результатом 13,34 сек. занял второе место, уступив Роду Мильборну (США). На следующих играх 1976 года в Монреале (Канада), соревнуясь на той же дистанции, с результатом 13,30 сек. стал чемпионом опередил кубинца Алехандро Касаньяса (13,33; сек.) и американца, чемпиона Олимпиады-1968 Вилли Дэвенпорта (13,38; сек.). Ги Дрю  — первый европеец, который победил на Играх в этой легкоатлетической дисциплине, и первый спринтер-барьерист не из Америки, который стал чемпионом Олимпиады после 1928 года.
Был рекордсменом мира и Европы в 1970-х годах. Последним международным соревнованием Ги Дрю стал чемпионат Европы в помещении 1981 года (призёр на 50-метровке с барьерами).
Закончив спортивную карьеру, проявил активность в бизнесе и политике. Был членом французского парламента (1986 — 2007), министром по делам молодежи и спорта (1995 — 1997). Он также был мэром Куломмье (1992 — 2008). Попал под суд 2005-го (якобы за финансовые нарушения при распределении госзаказа), однако обвинения отвергал. Получил 15 месяцев лишения свободы условно и штраф, но был амнистирован президентом Франции Жаком Шираком в 2006 году как лицо, которое имеет большие заслуги перед государством в спорте.

## Выступления на Олимпиадах
| Олимпиада     | Дисциплина                    | Место |
| ------------- | ----------------------------- | ----- |
| Мюнхен 1972   | бег на 110 метров с барьерами | 2     |
| Монреаль 1976 | бег на 110 метров с барьерами | 1     |